# Кацуан Мелайдрин
Кацуан Мелайдрин е фентъзи герой в Колелото на Времето.
 Внимание:  Текстът по-долу разкрива сюжета на произведението (или части от него)!
Кацуан Мелайдрин е Айез Седай от Зелената Аджа, която е достигнала Легендарен Статус сред нейните сестри Айез Седай защото все още е жива. Всъщност повечето смятат че тя е мъртва. Въпреки че е родена през 705 НЕ във Фармадинг (което я прави най-старата жива Айез седай) тя също е най-силната в Единствената сила от 1000 години преди откриването на Егвийн ал'Вийр, Елейн Траканд и Нинив ал'Мийра.
Въпреки че е от Зелената Аджа тя е уловила и опитомила повече преливащи мъже от всяка друга сестра, включително и от тези от Червената Аджа. Освен това се знае че мъжете които тя е завела в Бялата кула, живеят доста по дълго от тези, доведени от другите сестри.
Кацуан се появява за първи път в Корона от Мечове, доказвайки на две други сестри че не е мъртва и шокирайки ги с нейното пристигане. Тя се опитва да се сближи и наложи на Ранд Ал-Тор, но не успява да се справи с него веднага и това става постепенно с времето.
Кацуан по късно помага на Ранд да избяга от '„балонче на злото“' близо до Кайриен и помага да се върнат обратно в града. Така по късно тя заема мястото на Моарейн Дамодред като главен съветник на Ранд. Главните ѝ мотиви не са напълно ясни, въпреки обещанието дадено заедно със Сорилея – най-силната като личност сред Мъдрите – да научат Ранд на „смях и сълзи“.
Кацуан притежава комплект от украшения за коса, състоящи се от ангреал и разнообразни тер ангреали, във формата на декоративни звездички, лунички и птички. Обстоятелствата под които ги е намерила и придобила са някакси неясни. Знаем че и ги е дала една дивачка в Черните Хълмове, но как и защо е неизвестно.